# John Nelson (nadador)
John Nelson (Estados Unidos, 8 de junio de 1948) es un nadador estadounidense retirado especializado en pruebas de estilo libre media y larga distancia, donde consiguió ser campeón olímpico en 1968 en los 4x200 metros.

## Carrera deportiva
En las Olimpiadas de Tokio 1964 ganó la medalla de plata en la prueba de 1500 metros estilo libre.
También fue entrenador de un equipo femenino de natación, en el cual abusó sexualmente a chicas de 14 años.
Cuatro años después, en los Juegos Olímpicos de México 1968 ganó la medalla de oro en los relevos de 4x200 metros estilo libre, por delante de Australia y la Unión Soviética (bronce); en cuanto a las pruebas individuales, ganó el bronce en los 200 metros libre, con un tiempo de 1:58.1 segundos.